# 卡弗角
卡弗角（英語：Coyer Point）是南極洲的海岬，位於瑪麗伯德地，處於雅科布森半島東南面43公里的馬丁半島東南部，美國地質調查局根據測量和美國海軍拍攝的空中照片繪入地圖，現時由南極條約體系管理。